# Liste der Stolpersteine in Strasburg (Uckermark)
Die Liste der Stolpersteine in Strasburg (Uckermark) führt die Stolpersteine in Strasburg (Uckermark) auf. Die ersten Stolpersteine wurden am 5. Juni 2017 verlegt.
Im Februar 2019 wurden die Steine durch bisher unbekannte Personen beschädigt.

## Stolpersteine
| Bild                        | Inschrift | Name                        | Ort                   | Verlegedatum  | Anmerkungen |
| --------------------------- | --- | --------------------------- | --------------------- | ------------- | --- |
| WIERSCH, SIEGFRIED          | HIER WOHNTE SIEGFRIED WIERSCH JG. 1886 DEPORTIERT 1942 GHETTO WARSCHAU ERMORDET                                  | WIERSCH, SIEGFRIED          | Baustraße 6 (Karte)   | 5. Juni 2017  | Angesehener Geschäftsmann. Kämpfte im Ersten Weltkrieg für „Volk und Vaterland“ und wurde mit dem Eisernen Kreuz ausgezeichnet. |
| WIERSCH, MARTHA             | HIER WOHNTE MARTHA WIERSCH GEB. KIRCHHEIMER JG. 1897 DEPORTIERT 1942 GHETTO WARSCHAU ERMORDET                    | WIERSCH, MARTHA             | Baustraße 6 (Karte)   | 5. Juni 2017  | Hausfrau und Stiefmutter von Berthold und Erich Wiersch.                                                                        |
| WIERSCH, ERICH              | HIER WOHNTE ERICH WIERSCH JG. 1920 FLUCHT 1938 SCHWEDEN                                                          | WIERSCH, ERICH              | Baustraße 6 (Karte)   | 5. Juni 2017  | Überlebte den Zweiten Weltkrieg.                                                                                                |
| WIERSCH, BERTHOLD           | HIER WOHNTE BERTHOLD WIERSCH JG. 1914 FLUCHT 1933 PALÄSTINA                                                      | WIERSCH, BERTHOLD           | Baustraße 6 (Karte)   | 5. Juni 2017  | Überlebte den Zweiten Weltkrieg.                                                                                                |
| JACOBSOHN, GEORG            | HIER WOHNTE GEORG JACOBSOHN JG. 1873 DEPORTIERT 1942 THERESIENSTADT ERMORDET 20.8.1942                           | JACOBSOHN, GEORG            | Pfarrstraße 1 (Karte) | 15. Juli 2019 | Geschäftsmann eines Getreidehandel                                                                                              |
| JACOBSOHN, HULDA ‚HULDI‘    | HIER WOHNTE HULDA ‚HULDI‘ JACOBSOHN GEB. FRIEDLAENDER JG. 1885 DEPORTIERT 1942 THERESIENSTADT ERMORDET FEB. 1944 | JACOBSOHN, HULDA ‚HULDI‘    | Pfarrstraße 1 (Karte) | 15. Juli 2019 | Hausfrau |
| JACOBSOHN, LISELOTTE ‚LILO‘ | HIER WOHNTE LISELOTTE ‚LILO‘ JACOBSOHN VERH. SCHAEFFER JG. 1914 FLUCHT 1939 USA                                  | JACOBSOHN, LISELOTTE ‚LILO‘ | Pfarrstraße 1 (Karte) | 15. Juli 2019 | Überlebte den Zweiten Weltkrieg.                                                                                                |
| JACOBSOHN, GERHARD          | HIER WOHNTE GERHARD JACOBSOHN JG. 1912 FLUCHT 1939 KANADA                                                        | JACOBSOHN, GERHARD          | Pfarrstraße 1 (Karte) | 15. Juli 2019 | Überlebte den Zweiten Weltkrieg.                                                                                                |